# Farnborough FC
Farnborough FC (celým názvem: Farnborough Football Club) je anglický fotbalový klub, který sídlí ve městě Farnborough v nemetropolitním hrabství Hampshire. Založen byl v roce 1967 pod názvem Farnborough Town FC. Od sezóny 2018/19 hraje v Southern Football League Premier Division South (7. nejvyšší soutěž). Klubové barvy jsou modrá, žlutá a bílá.
Své domácí zápasy odehrává na stadionu Cherrywood Road s kapacitou 7 000 diváků.

## Historické názvy
Zdroj: 
- 1967 – Farnborough Town FC (Farnborough Town Football Club)
- 2007 – zánik
- 2007 – obnovena činnost pod názvem Farnborough FC (Farnborough Football Club)

## Získané trofeje
- Hampshire Senior Cup ( 7× )
  - 1974/75, 1981/82, 1983/84, 1985/86, 1990/91, 2003/04, 2005/06

## Úspěchy v domácích pohárech
Zdroj: 
- FA Cup
  - 4. kolo: 2002/03
- FA Trophy
  - Čtvrtfinále: 1991/92, 2002/03
- FA Vase
  - Semifinále: 1975/76, 1976/77

## Umístění v jednotlivých sezonách
Stručný přehled
Zdroj: 
- 1971–1972: Surrey Senior League
- 1972–1975: Spartan League
- 1975–1976: London Spartan League (Division One)
- 1976–1977: Athenian League (Division Two)
- 1977–1979: Isthmian League (Second Division)
- 1979–1985: Isthmian League (First Division)
- 1985–1989: Isthmian League (Premier Division)
- 1989–1990: Conference National
- 1990–1991: Southern Football League (Premier Division)
- 1991–1993: Conference National
- 1993–1994: Southern Football League (Premier Division)
- 1994–1999: Conference National
- 1999–2001: Isthmian League (Premier Division)
- 2001–2005: Conference National
- 2005–2007: Conference South
- 2007–2008: Southern Football League (Division One South & West)
- 2008–2010: Southern Football League (Premier Division)
- 2010–2015: Conference South
- 2015–2016: Isthmian League (Premier Division)
- 2016–2017: Southern Football League (Division One Central)
- 2017–2018: Southern Football League (Premier Division)
- 2018–2022: Southern Football League (Premier Division South)

Jednotlivé ročníky
Zdroj: 
Legenda: Z - zápasy, V - výhry, R - remízy, P - porážky, VG - vstřelené góly, OG - obdržené góly, +/- - rozdíl skóre, B - body, červené podbarvení - sestup, zelené podbarvení - postup, fialové podbarvení - reorganizace, změna skupiny či soutěže
| Sezóny  | Liga                                                 | Úroveň | Z  | V  | R  | P  | VG  | OG  | +/- | B  | Pozice |
| ------- | ---------------------------------------------------- | ------ | -- | -- | -- | -- | --- | --- | --- | -- | ------ |
| 2007/08 | Southern Football League (Division One South & West) | 8      | 42 | 27 | 8  | 7  | 120 | 48  | +72 | 89 | 1.     |
| 2008/09 | Southern Football League (Premier Division)          | 7      | 42 | 23 | 14 | 5  | 67  | 38  | +31 | 83 | 2.     |
| 2009/10 | Southern Football League (Premier Division)          | 7      | 42 | 28 | 9  | 5  | 100 | 44  | +56 | 93 | 1.     |
| 2010/11 | Conference South                                     | 6      | 42 | 25 | 7  | 10 | 83  | 47  | +36 | 82 | 2.     |
| 2011/12 | Conference South                                     | 6      | 42 | 15 | 6  | 21 | 52  | 79  | -27 | 46 | 16.    |
| 2012/13 | Conference South                                     | 6      | 42 | 19 | 7  | 16 | 76  | 75  | +1  | 50 | 13.    |
| 2013/14 | Conference South                                     | 6      | 42 | 16 | 4  | 22 | 62  | 78  | -16 | 52 | 16.    |
| 2014/15 | Conference South                                     | 6      | 40 | 8  | 6  | 26 | 42  | 101 | -59 | 30 | 20.    |
| 2015/16 | Isthmian League (Premier Division)                   | 7      | 46 | 16 | 5  | 25 | 65  | 88  | -23 | 53 | 18.    |
| 2016/17 | Southern Football League (Division One Central)      | 8      | 42 | 28 | 6  | 8  | 96  | 51  | +45 | 90 | 2.     |
| 2017/18 | Southern Football League (Premier Division)          | 7      | 46 | 15 | 6  | 25 | 82  | 120 | -38 | 51 | 20.    |
| 2018/19 | Southern Football League (Premier Division South)    | 7      | 42 | 18 | 8  | 16 | 72  | 72  | 0   | 62 | 9.     |
| 2019/20 | Southern Football League (Premier Division South)    | 7      | 30 | 13 | 3  | 14 | 41  | 43  | -2  | 42 | 12.    |
| 2020/21 | Southern Football League (Premier Division South)    | 7      | 8  | 1  | 1  | 6  | 7   | 16  | -9  | 4  | 18.    |
| 2021/22 | Southern Football League (Premier Division South)    | 7      | 42 | 26 | 7  | 9  | 73  | 44  | +29 | 85 | 3.     |